# Andreea Cotruță
Andreea Cotruță (11 de noviembre de 2003) es una deportista rumana que compite en halterofilia. Ganó dos medallas de oro en el Campeonato Europeo de Halterofilia, en los años 2023 y 2025.

## Palmarés internacional
| Campeonato Europeo | Campeonato Europeo  | Campeonato Europeo | Campeonato Europeo |
| Año                | Lugar               | Medalla            | Categoría          |
| ------------------ | ------------------- | ------------------ | ------------------ |
| 2023               | Ereván (Armenia)    | Medalla de oro     | 55 kg              |
| 2025               | Chisináu (Moldavia) | Medalla de oro     | 59 kg              |